# Maunby

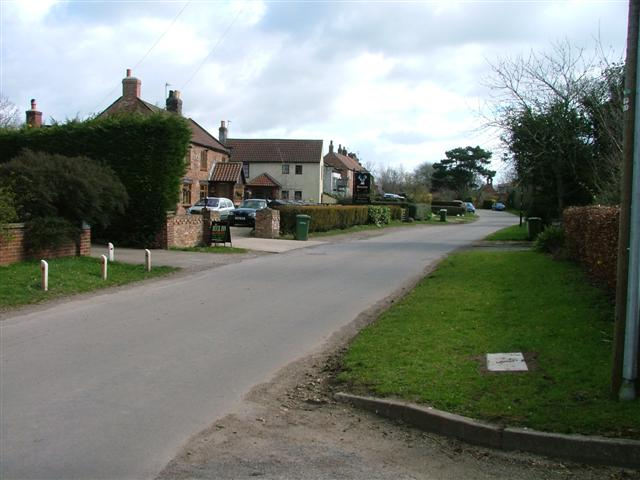
Maunby w 2006 roku

Maunby – wieś w Anglii, w hrabstwie North Yorkshire, w dystrykcie (unitary authority) North Yorkshire. Leży nad rzeką Swale. Leży 42 km na północny zachód od miasta York i 319 km na północ od Londynu.